# 貴戸理恵
貴戸 理恵（きど りえ、1978年 - ）は、日本の社会学者、関西学院大学社会学部教授。

## 人物
福岡県生まれ。小学校時代は不登校であり、殆ど学校へ行かずに家で過ごすが、中学校から学校へ通うようになる。2001年、慶應義塾大学総合政策学部卒業。東京大学大学院総合文化研究科博士課程満期退学。小熊英二、上野千鶴子に師事（大学院での形式上の指導教員は瀬地山角）。
「生きづらさ」を抱える若者達への面接調査を通じて、「当事者」の視点からこの社会がどのように見えるのか、「個人」と「社会」のよりよい関係とは何かを探ることを研究課題としている。

## 著書
- 『不登校は終わらない 「選択」の物語から〈当事者〉の語りへ』新曜社　2004
- 『コドモであり続けるためのスキル』理論社　2006　よりみちパン!セ
- 『「コミュニケーション能力がない」と悩むまえに 生きづらさを考える』岩波ブックレット　2011
- 『女子読みのススメ』岩波ジュニア新書、2013

## 共著
- 『不登校、選んだわけじゃないんだぜ!』常野雄次郎共著　理論社　2005　よりみちパン!セ （後、イースト・プレス）
- 『平成史』小熊英二編著、菅原琢、中澤秀雄、仁平典宏、濱野智史共著　河出ブックス、2012

## 参考資料・外部リンク
- 関西学院大学社会学部公式サイト - 貴戸理恵（きどりえ）准教授